# 심층 강화 학습
심층 강화 학습(Deep reinforcement learning, deep RL)은 강화 학습(RL)과 딥 러닝을 결합한 기계 학습의 하위 분야이다. RL은 시행착오를 통해 결정을 내리는 방법을 학습하는 계산 에이전트의 문제를 고려한다. 심층 강화 학습은 딥 러닝을 솔루션에 통합하여 에이전트가 상태 공간을 수동으로 엔지니어링하지 않고도 구조화되지 않은 입력 데이터로부터 결정을 내릴 수 있도록 한다. Deep RL 알고리즘은 매우 큰 입력(예: 비디오 게임에서 화면에 렌더링되는 모든 픽셀)을 수용하고 목표를 최적화하기 위해 수행할 작업(예: 게임 점수 최대화)을 결정할 수 있다. 심층 강화 학습은 로봇공학, 비디오 게임, 자연어 처리, 컴퓨터 비전, 교육, 교통, 금융 및 의료를 포함하되 이에 국한되지 않는 다양한 응용 분야에 사용되었다.